# Zeblasjoch
Das Zeblasjoch ist ein Gebirgspass in den Bündner Alpen. Auf der Passhöhe verläuft die Grenze zwischen Österreich und der Schweiz. Auf einer Höhe von 2538 m ü. M. (2539 m ü. A. nach österreichischer Vermessung) verbindet er die Orte Ischgl (1376 m ü. A.) und Samnaun (1846 m ü. M.). Über den Pass führt ein Saumpfad und Wanderweg. 
Der Pass liegt zwischen dem Paliner Kopf (2863 m) im Norden und dem Piz Rots (Vesilspitze) (3096 m) im Süden. 
Die nächstgelegene Hütte ist die Heidelberger Hütte DAV (romanisch: Chamanna Fenga).